# محمد تقي العثماني
محمد تقي بن محمد شفيع بن محمد ياسين بن خليفة تحسين علي بن ميانجي إمام علي (1362 هـ -) فقيه حنفي من باكستان.

## سيرته
ولد 5 شوال 1362 هـ، 3 أكتوبر 1943 م، في قرية ديوبند في محافظة سهارنفور الهندية، في بيت مشهور بالعلم، حيث تولَّى والدُه المفتي محمد شفيع التَّدريسَ والفتوى فيها منذ سنة 1350 هـ حتى 1362 هـ، وبقي جدُّه محمد ياسين مدرساً فيها قرابة أربعين عاماً.
التحق بمدرسة دار العلوم في كراتشي والتي أسسها والده، وتلقى بعض المواد باللغتين الفارسية والأردية. حيث درس علوم الآلة والشريعة والفرائض والحديث والتفسير والفقه وأصوله وغيرها من علوم الأدب العربي. وتخرّج منها عام 1379 هـ ونال الشَّهادة العالمية بدرجة امتياز.
ثم اتجه لدراسة العلوم الاقتصادية والسِّياسية والحقوق، فنال شهادة الإجازة في الاقتصاد والسِّياسة من جامعة كراتشي عام 1384 هـ، (1964م)، كما حصل على الإجازة في الحقوق من الجامعة نفسها سنة 1387 هـ (1967م). كما حصل على شهادة الماجستير في العلوم العربية بمرتبة الشَّرف الأولى من جامعة بنجاب سنة 1390هـ (1970م).

## مناصبه
- قاضي التمييز الشرعي بالمحكمة العليا بباكستان.
- نائب رئيس جامعة دار العلوم بكراتشي.
- نائب رئيس مجمع الفقه الإسلامي بجدة.
- عضو مجمع الفقه الإسلامي لرابطة العالم الإسلامي بمكة المكرمة.
- عضو لجنة الفتوى والبحوث الأوربية في دبلن.

## مؤلفاته
له العديد من المصنّفات والكتب، منها:
- علوم القرآن.
- ترجمة معارف القرآن إلى الإنكليزية.
- تكملة فتح الملهم شرح صحيح مسلم.
- بحوث في قضايا فقهية معاصرة.
- أحكام الذبائح.
- تحديد النسل في ميزان العقل والشرع.
- فقه البيوع على المذاهب الأربعة
- الإسلام والاقتصاد الحديث.
- صلوا صلاتكم وفق السنة.
- أصول الإفتاء.
- التقليد في ميزان الشريعة.
- منهجية الاجتهاد في العصر الحاضر.
- نظرة عابرة حول التعليم الإسلامي في باكستان.
- كيف تطبق الشريعة في العصر الراهن.
- الإسلام والسياسة الراهنة.
- الإسلام والحقوق الإنسانية.